# NGC 7075
NGC 7075 је елиптична галаксија у сазвежђу Ждрал која се налази на NGC листи објеката дубоког неба.
Деклинација објекта је - 38° 37' 5" а ректасцензија 21h 31m 32,9s. Привидна величина (магнитуда) објекта NGC 7075 износи 12,8 а фотографска магнитуда 13,8. Налази се на удаљености од 71,855 милиона парсека од Сунца. NGC 7075 је још познат и под ознакама ESO 343-4, MCG -7-44-20, AM 2128-385, PGC 66895.